# Liste des matchs de l'équipe de Nouvelle-Zélande de football par adversaire
La liste des matchs de l'équipe de Nouvelle-Zélande de football par adversaire présente l'ensemble des rencontres disputées par la Nouvelle-Zélande depuis son premier match, le 17 juin 1922 face à l'Australie.
- Haut – A
- B
- C
- D
- E
- F
- G
- H
- I
- J
- K
- L
- M
- N
- O
- P
- Q
- R
- S
- T
- U
- V
- W
- X
- Y
- Z

## A

### Afrique du Sud
| Date            | Lieu                           | Match                             | Score | Compétition                              |
| 28 juin 1947    | Christchurch, Nouvelle-Zélande | Nouvelle-Zélande - Afrique du Sud | 5-6   | Match amical                             |
| 5 juillet 1947  | Dunedin, Nouvelle-Zélande      | Nouvelle-Zélande - Afrique du Sud | 0-6   | Match amical                             |
| 12 juillet 1947 | Wellington, Nouvelle-Zélande   | Nouvelle-Zélande - Afrique du Sud | 3-8   | Match amical                             |
| 19 juillet 1947 | Auckland, Nouvelle-Zélande     | Nouvelle-Zélande - Afrique du Sud | 1-4   | Match amical                             |
| 17 juin 2009    | Rustenburg, Afrique du Sud     | Afrique du Sud - Nouvelle-Zélande | 2-0   | Coupe des confédérations 2009 (Groupe A) |
| 30 mai 2014     | Auckland, Nouvelle-Zélande     | Nouvelle-Zélande - Afrique du Sud | 0-0   | Match amical                             |

### Allemagne
| Date            | Lieu                 | Match                        | Score | Compétition                              |
| 28 juillet 1999 | Guadalajara, Mexique | Allemagne - Nouvelle-Zélande | 2-0   | Coupe des confédérations 1999 (groupe B) |

### Angleterre
| Date        | Lieu                         | Match                         | Score | Compétition  |
| 3 juin 1991 | Auckland, Nouvelle-Zélande   | Nouvelle-Zélande - Angleterre | 0-1   | Match amical |
| 8 juin 1991 | Wellington, Nouvelle-Zélande | Nouvelle-Zélande - Angleterre | 0-2   | Match amical |

### Arabie saoudite
| Date             | Lieu                       | Match                              | Score | Compétition                             |
| 28 novembre 1981 | Auckland, Nouvelle-Zélande | Nouvelle-Zélande - Arabie saoudite | 2-2   | Éliminatoires de la Coupe du monde 1982 |
| 19 décembre 1981 | Riyad, Arabie saoudite     | Arabie saoudite - Nouvelle-Zélande | 0-5   | Éliminatoires de la Coupe du monde 1982 |
| 15 avril 1984    | Singapour, Singapour       | Arabie saoudite - Nouvelle-Zélande | 3-1   | Éliminatoires des Jeux olympiques 1984  |
| 21 juin 1988     | Melbourne, Australie       | Nouvelle-Zélande - Arabie saoudite | 2-0   | Match amical                            |
| 23 juin 1988     | Melbourne, Australie       | Nouvelle-Zélande - Arabie saoudite | 3-2   | Match amical                            |
| 18 avril 1993    | Singapour, Singapour       | Arabie saoudite - Nouvelle-Zélande | 3-1   | Match amical                            |
| 24 avril 1993    | Singapour, Singapour       | Arabie saoudite - Nouvelle-Zélande | 1-0   | Match amical                            |
| 3 octobre 1996   | Dhahran, Arabie saoudite   | Arabie saoudite - Nouvelle-Zélande | 3-0   | Match amical                            |
| 5 septembre 2013 | Riyad, Arabie saoudite     | Arabie saoudite - Nouvelle-Zélande | 0-1   | Coupe OSN                               |

### Australie
| Date              | Lieu                           | Match                         | Score | Compétition                                                     |
| 17 juin 1922      | Dunedin, Nouvelle-Zélande      | Nouvelle-Zélande - Australie  | 3-1   | Match amical                                                    |
| 24 juin 1922      | Wellington, Nouvelle-Zélande   | Nouvelle-Zélande - Australie  | 1-1   | Match amical                                                    |
| 8 juillet 1922    | Auckland, Nouvelle-Zélande     | Nouvelle-Zélande - Australie  | 3-1   | Match amical                                                    |
| 9 juin 1923       | Brisbane, Australie            | Australie - Nouvelle-Zélande  | 2-1   | Match amical                                                    |
| 16 juin 1923      | Sydney, Australie              | Australie - Nouvelle-Zélande  | 2-3   | Match amical                                                    |
| 30 juin 1923      | Newcastle, Australie           | Australie - Nouvelle-Zélande  | 1-4   | Match amical                                                    |
| 5 juin 1933       | Brisbane, Australie            | Australie - Nouvelle-Zélande  | 4-2   | Match amical                                                    |
| 17 juin 1933      | Sydney, Australie              | Australie - Nouvelle-Zélande  | 6-4   | Match amical                                                    |
| 24 juin 1933      | Sydney, Australie              | Australie - Nouvelle-Zélande  | 4-2   | Match amical                                                    |
| 4 juillet 1936    | Dunedin, Nouvelle-Zélande      | Nouvelle-Zélande - Australie  | 1-7   | Match amical                                                    |
| 11 juillet 1936   | Wellington, Nouvelle-Zélande   | Nouvelle-Zélande - Australie  | 0-10  | Match amical                                                    |
| 18 juillet 1936   | Auckland, Nouvelle-Zélande     | Nouvelle-Zélande - Australie  | 1-4   | Match amical                                                    |
| 14 août 1948      | Wellington, Nouvelle-Zélande   | Nouvelle-Zélande - Australie  | 0-6   | Match amical                                                    |
| 28 août 1948      | Christchurch, Nouvelle-Zélande | Nouvelle-Zélande - Australie  | 0-7   | Match amical                                                    |
| 4 septembre 1948  | Wellington, Nouvelle-Zélande   | Nouvelle-Zélande - Australie  | 0-4   | Match amical                                                    |
| 11 septembre 1948 | Auckland, Nouvelle-Zélande     | Nouvelle-Zélande - Australie  | 1-8   | Match amical                                                    |
| 14 août 1954      | Melbourne, Australie           | Australie - Nouvelle-Zélande  | 1-2   | Match amical                                                    |
| 28 août 1954      | Brisbane, Australie            | Australie - Nouvelle-Zélande  | 4-1   | Match amical                                                    |
| 4 septembre 1954  | Sydney, Australie              | Australie - Nouvelle-Zélande  | 4-1   | Match amical                                                    |
| 16 août 1958      | Wellington, Nouvelle-Zélande   | Nouvelle-Zélande - Australie  | 2-3   | Match amical                                                    |
| 23 août 1958      | Auckland, Nouvelle-Zélande     | Nouvelle-Zélande - Australie  | 2-2   | Match amical                                                    |
| 5 novembre 1967   | Saigon, Sud Vietnam            | Nouvelle-Zélande - Australie  | 3-5   | Match amical                                                    |
| 9 octobre 1972    | Jakarta, Indonésie             | Australie - Nouvelle-Zélande  | 3-1   | Match amical                                                    |
| 4 mars 1973       | Auckland, Nouvelle-Zélande     | Nouvelle-Zélande - Australie  | 1-1   | Qualifications pour la Coupe du monde 1974                      |
| 16 mars 1973      | Sydney, Australie              | Australie - Nouvelle-Zélande  | 3-3   | Qualifications pour la Coupe du monde 1974                      |
| 29 février 1976   | Auckland, Nouvelle-Zélande     | Nouvelle-Zélande - Australie  | 0-1   | Match amical                                                    |
| 2 mars 1976       | Melbourne, Australie           | Australie - Nouvelle-Zélande  | 3-3   | Match amical                                                    |
| 27 mars 1977      | Sydney, Australie              | Australie - Nouvelle-Zélande  | 3-1   | Qualifications pour la Coupe du monde 1978                      |
| 30 mars 1977      | Auckland, Nouvelle-Zélande     | Nouvelle-Zélande - Australie  | 1-1   | Qualifications pour la Coupe du monde 1978                      |
| 13 juin 1979      | Auckland, Nouvelle-Zélande     | Nouvelle-Zélande - Australie  | 1-0   | Match amical                                                    |
| 25 avril 1981     | Auckland, Nouvelle-Zélande     | Nouvelle-Zélande - Australie  | 3-3   | Éliminatoires de la Coupe du monde 1982                         |
| 16 mai 1981       | Sydney, Australie              | Australie - Nouvelle-Zélande  | 0-2   | Éliminatoires de la Coupe du monde 1982                         |
| 22 février 1983   | Auckland, Nouvelle-Zélande     | Nouvelle-Zélande - Australie  | 2-1   | Match amical                                                    |
| 27 février 1983   | Melbourne, Australie           | Australie - Nouvelle-Zélande  | 0-2   | Match amical                                                    |
| 21 septembre 1985 | Auckland, Nouvelle-Zélande     | Nouvelle-Zélande - Australie  | 0-0   | Qualifications pour la Coupe du monde 1986                      |
| 3 novembre 1985   | Sydney, Australie              | Australie - Nouvelle-Zélande  | 2-0   | Qualifications pour la Coupe du monde 1986                      |
| 25 octobre 1986   | Auckland, Nouvelle-Zélande     | Nouvelle-Zélande - Australie  | 1-1   | Match amical                                                    |
| 2 novembre 1986   | Sydney, Australie              | Australie - Nouvelle-Zélande  | 2-0   | Match amical                                                    |
| 2 septembre 1987  | Melbourne, Australie           | Australie - Nouvelle-Zélande  | 1-1   | Match amical                                                    |
| 9 septembre 1987  | Wellington, Nouvelle-Zélande   | Nouvelle-Zélande - Australie  | 1-0   | Match amical                                                    |
| 12 octobre 1988   | Dunedin, Nouvelle-Zélande      | Nouvelle-Zélande - Australie  | 1-2   | Match amical                                                    |
| 16 octobre 1988   | Bendigo, Australie             | Australie - Nouvelle-Zélande  | 2-0   | Match amical                                                    |
| 12 mars 1989      | Sydney, Australie              | Australie - Nouvelle-Zélande  | 4-1   | Qualifications pour la Coupe du monde 1990                      |
| 2 avril 1989      | Auckland, Nouvelle-Zélande     | Nouvelle-Zélande - Australie  | 2-0   | Qualifications pour la Coupe du monde 1990                      |
| 12 mai 1991       | Christchurch, Nouvelle-Zélande | Nouvelle-Zélande - Australie  | 0-1   | Match amical                                                    |
| 15 mai 1991       | Adélaïde, Australie            | Australie - Nouvelle-Zélande  | 2-1   | Match amical                                                    |
| 30 mai 1993       | Auckland, Nouvelle-Zélande     | Nouvelle-Zélande - 'Australie | 0-1   | Qualifications pour la Coupe du monde 1994                      |
| 6 juin 1993       | Melbourne, Australie           | Australie - Nouvelle-Zélande  | 3-0   | Match amical                                                    |
| 10 novembre 1995  | Christchurch, Nouvelle-Zélande | Nouvelle-Zélande - Australie  | 0-0   | Qualifications pour la Coupe d'Océanie 1996                     |
| 15 novembre 1995  | Sydney, Australie              | Australie - Nouvelle-Zélande  | 3-0   | Qualifications pour la Coupe d'Océanie 1996                     |
| 18 janvier 1997   | Melbourne, Australie           | Australie - Nouvelle-Zélande  | 1-0   | Match amical                                                    |
| 28 juin 1997      | Auckland, Nouvelle-Zélande     | Nouvelle-Zélande - Australie  | 0-3   | Qualifications pour la Coupe du monde 1998                      |
| 6 juillet 1997    | Sydney, Australie              | Australie - Nouvelle-Zélande  | 2-0   | Qualifications pour la Coupe du monde 1998                      |
| 4 octobre 1998    | Brisbane, Australie            | Australie - Nouvelle-Zélande  | 0-1   | Coupe d'Océanie 1998                                            |
| 28 juin 2000      | Papeete, Polynésie française   | Australie - Nouvelle-Zélande  | 2-0   | Coupe d'Océanie 2000                                            |
| 20 juin 2001      | Wellington, Nouvelle-Zélande   | Nouvelle-Zélande- Australie   | 0-2   | Éliminatoires de la Coupe du monde 2002                         |
| 24 juin 2001      | Sydney, Australie              | Australie - Nouvelle-Zélande  | 4-1   | Éliminatoires de la Coupe du monde 2002                         |
| 14 juillet 2002   | Auckland, Nouvelle-Zélande     | Australie - Nouvelle-Zélande  | 0-1   | Coupe d'Océanie 2002                                            |
| 29 mai 2004       | Adélaïde, Australie            | Australie - Nouvelle-Zélande  | 1-0   | Coupe d'Océanie 2004/Qualifications pour la Coupe du monde 2006 |
| 9 juin 2005       | Londres, Grande-Bretagne       | Australie - Nouvelle-Zélande  | 1-0   | Match amical                                                    |
| 24 mai 2010       | Canberra, Australie            | Australie - Nouvelle-Zélande  | 2-1   | Match amical                                                    |
| 5 juin 2011       | Adélaïde, Australie            | Australie - Nouvelle-Zélande  | 3-0   | Match amical                                                    |

## B

### Bahreïn
| Date             | Lieu                         | Match                      | Score | Compétition                             |
| 3 octobre 1979   | Manama, Bahreïn              | Bahreïn - Nouvelle-Zélande | 0-2   | Match amical                            |
| 8 octobre 1979   | Manama, Bahreïn              | Bahreïn - Nouvelle-Zélande | 1-2   | Match amical                            |
| 24 avril 1984    | Singapour, Singapour         | Bahreïn - Nouvelle-Zélande | 1-0   | Éliminatoires des Jeux olympiques 1984  |
| 10 octobre 2009  | Manama, Bahreïn              | Bahreïn - Nouvelle-Zélande | 0-0   | Éliminatoires de la Coupe du monde 2010 |
| 14 novembre 2009 | Wellington, Nouvelle-Zélande | Nouvelle-Zélande - Bahreïn | 1-0   | Éliminatoires de la Coupe du monde 2010 |

### Birmanie
| Date              | Lieu                | Match                       | Score | Compétition        |
| 13 septembre 1976 | Séoul, Corée du Sud | Birmanie - Nouvelle-Zélande | 0-2   | Coupe du Président |
| 24 octobre 1980   | Manama, Bahreïn     | Birmanie - Nouvelle-Zélande | 1-1   | Tournoi Merdeka    |
| 7 septembre 2015  | Rangoun, Birmanie   | Birmanie - Nouvelle-Zélande | 1-1   | Match amical       |

### Botswana
| Date        | Lieu               | Match                       | Score | Compétition  |
| 6 juin 2009 | Gaborone, Botswana | Botswana - Nouvelle-Zélande | 0-0   | Match amical |

### Brésil
| Date            | Lieu                 | Match                     | Score | Compétition                              |
| 23 juin 1982    | Séville, Espagne}    | Brésil - Nouvelle-Zélande | 4-0   | Coupe du monde 1982 (Groupe 6)           |
| 30 juillet 1999 | Guadalajara, Mexique | Brésil - Nouvelle-Zélande | 2-0   | Coupe des confédérations 1999 (Groupe B) |
| 4 juin 2006     | Genève, Suisse       | Brésil - Nouvelle-Zélande | 4-0   | Match amical                             |

## C

### Canada
| Date              | Lieu                           | Match                     | Score | Compétition  |
| 25 juin 1927      | Dunedin, Nouvelle-Zélande      | Nouvelle-Zélande - Canada | 2-2   | Match amical |
| 2 juillet 1927    | Christchurch, Nouvelle-Zélande | Nouvelle-Zélande - Canada | 1-2   | Match amical |
| 9 juillet 1927    | Wellington, Nouvelle-Zélande   | Nouvelle-Zélande - Canada | 1-0   | Match amical |
| 23 juillet 1927   | Auckland, Nouvelle-Zélande     | Nouvelle-Zélande - Canada | 1-4   | Match amical |
| 15 septembre 1980 | Vancouver, Canada              | Canada - Nouvelle-Zélande | 4-0   | Match amical |
| 15 septembre 1980 | Edmonton, Canada               | Canada - Nouvelle-Zélande | 3-0   | Match amical |

### Chili
| Date           | Lieu                       | Match                    | Score | Compétition         |
| 16 juin 1995   | Antofagasta, Chili         | Chili - Nouvelle-Zélande | 3-1   | Coupe du centenaire |
| 4 février 1998 | Auckland, Nouvelle-Zélande | Nouvelle-Zélande - Chili | 0-0   | Match amical        |
| 25 avril 2006  | Rancagua, Chili            | Chili - Nouvelle-Zélande | 4-1   | Match amical        |
| 27 avril 2006  | La Calera, Chili           | Chili - Nouvelle-Zélande | 1-0   | Match amical        |

### Chine
| Date              | Lieu                           | Match                    | Score | Compétition                             |
| 20 juillet 1975   | Auckland, Nouvelle-Zélande     | Nouvelle-Zélande - Chine | 2-1   | Match amical                            |
| 23 juillet 1975   | Wellington, Nouvelle-Zélande   | Nouvelle-Zélande - Chine | 2-2   | Match amical                            |
| 26 juillet 1975   | Christchurch, Nouvelle-Zélande | Nouvelle-Zélande - Chine | 2-0   | Match amical                            |
| 19 octobre 1975   | Pékin, Chine                   | Chine - Nouvelle-Zélande | 2-1   | Match amical                            |
| 24 septembre 1981 | Pékin, Chine                   | Chine - Nouvelle-Zélande | 0-0   | Eliminatoires de la Coupe du monde 1982 |
| 3 octobre 1981    | Auckland, Nouvelle-Zélande     | Nouvelle-Zélande - Chine | 1-0   | Eliminatoires de la Coupe du monde 1982 |
| 10 janvier 1982   | Singapour, Singapour           | Nouvelle-Zélande - Chine | 2-1   | Eliminatoires de la Coupe du monde 1982 |
| 16 août 1990      | Lower Hutt, Nouvelle-Zélande   | Nouvelle-Zélande - Chine | 2-1   | Match amical                            |
| 24 août 1990      | Auckland, Nouvelle-Zélande     | Nouvelle-Zélande - Chine | 1-0   | Match amical                            |
| 28 juin 1996      | Pékin, Chine                   | Chine - Nouvelle-Zélande | 2-0   | Match amical                            |
| 14 janvier 2000   | Canton, Chine                  | Chine - Nouvelle-Zélande | 1-0   | Tournoi des quatre nations              |
| 25 mars 2011      | Wuhan, Chine                   | Chine - Nouvelle-Zélande | 1-1   | Match amical                            |
| 28 juin 1996      | Shanghai, Chine                | Chine - Nouvelle-Zélande | 1-1   | Match amical                            |
| 14 novembre 2014  | Nanchang, Chine                | Chine - Nouvelle-Zélande | 1-1   | Match amical                            |

### Colombie
| Date         | Lieu         | Match                       | Score | Compétition                              |
| 20 juin 2003 | Lyon, France | Colombie - Nouvelle-Zélande | 3-1   | Coupe des confédérations 2003 (groupe A) |

### Îles Cook
| Date        | Lieu                       | Match                        | Score | Compétition                             |
| 8 juin 2001 | Auckland, Nouvelle-Zélande | Nouvelle-Zélande - Îles Cook | 2-0   | Éliminatoires de la Coupe du monde 2002 |

### Corée du Sud
| Date              | Lieu                               | Match                           | Score | Compétition                            |
| 23 septembre 1976 | Séoul, Corée du Sud                | Corée du Sud - Nouvelle-Zélande | 2-0   | Coupe du Président                     |
| 19 octobre 1980   | Kuala Lumpur, Malaisie             | Corée du Sud - Nouvelle-Zélande | 1-2   | Tournoi de Merdeka                     |
| 22 avril 1984     | Singapour, Singapour               | Corée du Sud - Nouvelle-Zélande | 2-0   | Éliminatoires des Jeux olympiques 1984 |
| 25 janvier 1997   | Sydney, Australie                  | Nouvelle-Zélande - Corée du Sud | 1-3   | Tournoi des quatre nations             |
| 7 février 1998    | Auckland, Nouvelle-Zélande         | Nouvelle-Zélande - Corée du Sud | 0-1   | Match amical                           |
| 21 janvier 2000   | Auckland, Nouvelle-Zélande         | Nouvelle-Zélande - Corée du Sud | 0-1   | Match amical                           |
| 23 janvier 2000   | Palmerston North, Nouvelle-Zélande | Nouvelle-Zélande - Corée du Sud | 0-0   | Match amical                           |
| 31 mai 2015       | Séoul, Corée du Sud                | Corée du Sud - Nouvelle-Zélande | 1-0   | Coupe du Président                     |

### Costa Rica
| Date         | Lieu                 | Match                         | Score | Compétition  |
| 24 mars 2007 | San José, Costa Rica | Costa Rica - Nouvelle-Zélande | 4-0   | Match amical |

## E

### Écosse
| Date         | Lieu              | Match                     | Score | Compétition                    |
| 15 juin 1982 | Malaga, Espagne   | Écosse - Nouvelle-Zélande | 5-2   | Coupe du monde 1982 (Groupe 6) |
| 27 mai 2003  | Édimbourg, Écosse | Écosse - Nouvelle-Zélande | 1-1   | Match amical                   |

### Égypte
| Date            | Lieu                 | Match                     | Score | Compétition  |
| 10 juillet 1999 | Mexico, Mexique      | Égypte - Nouvelle-Zélande | 1-1   | Match amical |
| 15 juillet 1999 | Guadalajara, Mexique | Égypte - Nouvelle-Zélande | 1-0   | Match amical |

### Émirats arabes unis
| Date              | Lieu                   | Match                                  | Score | Compétition        |
| 10 septembre 1981 | Kuala Lumpur, Malaisie | Émirats arabes unis - Nouvelle-Zélande | 1-0   | Tournoi de Merdeka |
| 9 septembre 2013  | Riyad, Arabie saoudite | Émirats arabes unis - Nouvelle-Zélande | 2-0   | Coupe OSN 2013     |

### Espagne
| Date         | Lieu                       | Match                      | Score | Compétition                              |
| 14 juin 2009 | Rustenburg, Afrique du Sud | Nouvelle-Zélande - Espagne | 0-5   | Coupe des confédérations 2009 (Groupe A) |

### Estonie
| Date            | Lieu             | Match                      | Score | Compétition  |
| 13 octobre 2002 | Tallinn, Estonie | Estonie - Nouvelle-Zélande | 3-2   | Match amical |
| 31 mai 2006     | Tallinn, Estonie | Estonie - Nouvelle-Zélande | 1-1   | Match amical |

### États-Unis
| Date            | Lieu                   | Match                         | Score | Compétition                              |
| 24 juillet 1999 | Guadalajara, Mexique   | États-Unis - Nouvelle-Zélande | 2-1   | Coupe des confédérations 1999 (Groupe B) |
| 24 juillet 2003 | Richmond, États-Unis   | États-Unis - Nouvelle-Zélande | 2-1   | Match amical                             |
| 11 octobre 2016 | Washington, États-Unis | États-Unis - Nouvelle-Zélande | 1-1   | Match amical                             |

## F

### Fidji
| Date              | Lieu                                    | Match                    | Score | Compétition                                                    |
| 7 octobre 1951    | Suva, Fidji                             | Fidji - Nouvelle-Zélande | 4-6   | Match amical                                                   |
| 7 septembre 1952  | Suva, Fidji                             | Fidji - Nouvelle-Zélande | 0-2   | Match amical                                                   |
| 14 septembre 1952 | Lautoka, Fidji                          | Fidji - Nouvelle-Zélande | 0-9   | Match amical                                                   |
| 16 septembre 1952 | Suva, Fidji                             | Fidji - Nouvelle-Zélande | 2-5   | Match amical                                                   |
| 17 septembre 1968 | Auckland, Nouvelle-Zélande              | Nouvelle-Zélande - Fidji | 5-0   | Match amical                                                   |
| 17 février 1973   | Auckland, Nouvelle-Zélande              | Nouvelle-Zélande - Fidji | 5-1   | Coupe d'Océanie de football 1973                               |
| 29 juin 1979      | Suva, Fidji                             | Fidji - Nouvelle-Zélande | 0-6   | Match amical                                                   |
| 1er juillet 1979  | Lautoka, Fidji                          | Fidji - Nouvelle-Zélande | 0-3   | Match amical                                                   |
| 19 février 1980   | Suva, Fidji                             | Fidji - Nouvelle-Zélande | 1-1   | Match amical                                                   |
| 21 février 1980   | Lautoka, Fidji                          | Fidji - Nouvelle-Zélande | 0-2   | Match amical                                                   |
| 27 février 1980   | Nouméa, Nouvelle-Calédonie              | Fidji - Nouvelle-Zélande | 4-0   | Coupe d'Océanie de football 1980                               |
| 3 mai 1981        | Ba, Fidji                               | Fidji - Nouvelle-Zélande | 0-4   | Éliminatoires de la Coupe du monde 1982                        |
| 16 août 1981      | Auckland, Nouvelle-Zélande              | Nouvelle-Zélande - Fidji | 13-0  | Éliminatoires de la Coupe du monde 1982                        |
| 16 août 1983      | Suva, Fidji                             | Fidji - Nouvelle-Zélande | 2-0   | Match amical                                                   |
| 18 août 1983      | Nadi, Fidji                             | Fidji - Nouvelle-Zélande | 0-1   | Match amical                                                   |
| 18 octobre 1984   | Lautoka, Fidji                          | Fidji - Nouvelle-Zélande | 1-2   | Match amical                                                   |
| 20 octobre 1984   | Suva, Fidji                             | Fidji - Nouvelle-Zélande | 1-1   | Match amical                                                   |
| 3 juin 1985       | Mount Maunganui, Nouvelle-Zélande       | Nouvelle-Zélande - Fidji | 5-0   | Match amical                                                   |
| 5 juin 1985       | Gisborne, Nouvelle-Zélande              | Nouvelle-Zélande - Fidji | 3-0   | Match amical                                                   |
| 7 juin 1985       | Auckland, Nouvelle-Zélande              | Nouvelle-Zélande - Fidji | 2-0   | Match amical                                                   |
| 17 septembre 1986 | Lautoka, Fidji                          | Fidji - Nouvelle-Zélande | 2-4   | Match amical                                                   |
| 19 septembre 1986 | Suva, Fidji                             | Fidji - Nouvelle-Zélande | 1-2   | Match amical                                                   |
| 14 novembre 1988  | Suva, Fidji                             | Fidji - Nouvelle-Zélande | 1-1   | Match amical                                                   |
| 17 novembre 1988  | Lautoka, Fidji                          | Fidji - Nouvelle-Zélande | 2-0   | Match amical                                                   |
| 19 novembre 1988  | Ba, Fidji                               | Fidji - Nouvelle-Zélande | 1-0   | Match amical                                                   |
| 7 juin 1992       | Auckland, Nouvelle-Zélande              | Nouvelle-Zélande - Fidji | 3-0   | Éliminatoires de la Coupe du monde 1994                        |
| 19 septembre 1992 | Nadi, Fidji                             | Fidji - Nouvelle-Zélande | 0-0   | Éliminatoires de la Coupe du monde 1994                        |
| 22 mai 1993       | Napier, Nouvelle-Zélande                | Nouvelle-Zélande - Fidji | 2-0   | Match amical                                                   |
| 24 mai 1993       | Palmerston North, Nouvelle-Zélande      | Nouvelle-Zélande - Fidji | 5-0   | Match amical                                                   |
| 7 juin 1997       | Ba, Fidji                               | Fidji - Nouvelle-Zélande | 0-1   | Éliminatoires de la Coupe du monde 1998                        |
| 18 juin 1997      | Auckland, Nouvelle-Zélande              | Nouvelle-Zélande - Fidji | 5-0   | Éliminatoires de la Coupe du monde 1998                        |
| 2 octobre 1998    | Brisbane, Australie                     | Fidji - Nouvelle-Zélande | 0-1   | Coupe d'Océanie de football 1998                               |
| 6 juin 2004       | Adélaïde, Australie                     | Nouvelle-Zélande - Fidji | 2-0   | Éliminatoires de la Coupe du monde 2006                        |
| 19 novembre 2008  | Lautoka, Fidji                          | Fidji - Nouvelle-Zélande | 2-0   | Éliminatoires de la Coupe du monde 2010                        |
| 2 juin 2012       | Honiara, Îles Salomon                   | Fidji - Nouvelle-Zélande | 0-1   | Éliminatoires de la coupe du monde 2014                        |
| 28 mai 2016       | Port Moresby, Papouasie-Nouvelle-Guinée | Nouvelle-Zélande - Fidji | 3-1   | Éliminatoires de la coupe du monde 2018 - Coupe d'Océanie 2016 |

### France
| Date         | Lieu                | Match                     | Score | Compétition                              |
| 22 juin 2003 | Saint-Denis, France | France - Nouvelle-Zélande | 5-0   | Coupe des confédérations 2003 (groupe A) |

## G

### Géorgie
| Date        | Lieu                    | Match                      | Score | Compétition  |
| 27 mai 2006 | Altenkirchen, Allemagne | Nouvelle-Zélande - Géorgie | 3-1   | Match amical |

### Ghana
| Date        | Lieu                | Match                    | Score | Compétition        |
| 7 juin 1983 | Séoul, Corée du Sud | Ghana - Nouvelle-Zélande | 0-2   | Coupe du Président |

## H

### Honduras
| Date           | Lieu                       | Match                       | Score | Compétition  |
| 9 octobre 2010 | Auckland, Nouvelle-Zélande | Nouvelle-Zélande - Honduras | 1-1   | Match amical |
| 26 mai 2012    | Dallas, États-Unis         | Honduras - Nouvelle-Zélande | 0-1   | Match amical |

### Hongrie
| Date            | Lieu                           | Match                      | Score | Compétition  |
| 11 février 1982 | Auckland, Nouvelle-Zélande     | Nouvelle-Zélande - Hongrie | 1-2   | Match amical |
| 14 février 1982 | Christchurch, Nouvelle-Zélande | Nouvelle-Zélande - Hongrie | 1-2   | Match amical |
| 24 mai 2006     | Budapest, Hongrie              | Hongrie - Nouvelle-Zélande | 2-0   | Match amical |

## I

### Inde
| Date               | Lieu                   | Match                   | Score | Compétition        |
| 1er septembre 1981 | Kuala Lumpur, Malaisie | Inde - Nouvelle-Zélande | 0-0   | Tournoi de Merdeka |

### Indonésie
| Date              | Lieu                       | Match                        | Score | Compétition                             |
| 11 octobre 1972   | Jakarta, Indonésie         | Indonésie - Nouvelle-Zélande | 1-1   | Match amical                            |
| 11 mars 1973      | Sydney, Australie          | Nouvelle-Zélande - Indonésie | 1-1   | Éliminatoires de la Coupe du monde 1974 |
| 18 mars 1973      | Melbourne, Australie       | Nouvelle-Zélande - Indonésie | 0-1   | Éliminatoires de la Coupe du monde 1974 |
| 21 octobre 1980   | Kuala Lumpur, Malaisie     | Indonésie - Nouvelle-Zélande | 0-0   | Tournoi de Merdeka                      |
| 11 mai 1981       | Jakarta, Indonésie         | Indonésie - Nouvelle-Zélande | 0-2   | Éliminatoires de la Coupe du monde 1982 |
| 23 mai 1981       | Auckland, Nouvelle-Zélande | Nouvelle-Zélande - Indonésie | 5-0   | Éliminatoires de la Coupe du monde 1982 |
| 7 septembre 1981  | Kuala Lumpur, Malaisie     | Indonésie - Nouvelle-Zélande | 0-0   | Tournoi de Merdeka                      |
| 21 septembre 1997 | Jakarta, Indonésie         | Indonésie - Nouvelle-Zélande | 0-5   | Match amical                            |

### Iran
| Date            | Lieu                       | Match                   | Score | Compétition       |
| 12 août 1973    | Auckland, Nouvelle-Zélande | Nouvelle-Zélande - Iran | 0-2   | Match amical      |
| 12 octobre 2003 | Téhéran, Iran              | Iran - Nouvelle-Zélande | 3-0   | Challenge OFC-AFC |

### Irak
| Date         | Lieu                          | Match                   | Score | Compétition                              |
| 13 mars 1973 | Sydney, Australie             | Nouvelle-Zélande - Irak | 2-0   | Éliminatoires de la Coupe du monde 1974  |
| 24 mars 1973 | Sydney, Australie             | Irak - Nouvelle-Zélande | 0-4   | Éliminatoires de la Coupe du monde 1974  |
| 20 juin 2009 | Johannesbourg, Afrique du Sud | Irak - Nouvelle-Zélande | 0-0   | Coupe des confédérations 2009 (Groupe A) |

### Israël
| Date              | Lieu                       | Match                     | Score | Compétition                              |
| 28 septembre 1969 | Tel Aviv, Israël           | Israël - Nouvelle-Zélande | 4-0   | Éliminatoires de la Coupe du monde 1970  |
| 1er octobre 1969  | Tel Aviv, Israël           | Nouvelle-Zélande - Israël | 0-2   | Éliminatoires de la Coupe du monde 1970  |
| 26 octobre 1985   | Auckland, Nouvelle-Zélande | Nouvelle-Zélande - Israël | 3-1   | Coupe des confédérations 2009 (Groupe A) |
| 10 novembre 1985  | Tel Aviv, Israël           | Israël - Nouvelle-Zélande | 3-0   | Éliminatoires de la Coupe du monde 1986  |
| 9 mars 1988       | Sydney, Australie          | Israël - Nouvelle-Zélande | 2-0   | Éliminatoires des Jeux olympiques 1988   |
| 27 mars 1988      | Auckland, Nouvelle-Zélande | Nouvelle-Zélande - Israël | 0-1   | Éliminatoires des Jeux olympiques 1988   |
| 5 mars 1989       | Tel Aviv, Israël           | Israël - Nouvelle-Zélande | 1-0   | Éliminatoires de la Coupe du monde 1990  |
| 9 avril 1989      | Auckland, Nouvelle-Zélande | Nouvelle-Zélande - Israël | 2-2   | Éliminatoires de la Coupe du monde 1990  |

### Italie
| Date         | Lieu                      | Match                     | Score | Compétition                    |
| 10 juin 2009 | Pretoria, Afrique du Sud  | Italie - Nouvelle-Zélande | 4-3   | Match amical                   |
| 20 juin 2010 | Nelspruit, Afrique du Sud | Italie - Nouvelle-Zélande | 1-1   | Coupe du monde 2010 (Groupe F) |

## J

### Jamaïque
| Date            | Lieu                       | Match                       | Score | Compétition                |
| 16 janvier 2000 | Canton, Chine              | Jamaïque - Nouvelle-Zélande | 2-1   | Tournoi des quatre nations |
| 28 février 2010 | Auckland, Nouvelle-Zélande | Nouvelle-Zélande - Jamaïque | 2-3   | Match amical               |

### Japon
| Date              | Lieu                       | Match                    | Score | Compétition                                       |
| 12 septembre 1981 | Kuala Lumpur, Malaisie     | Japon - Nouvelle-Zélande | 0-1   | Tournoi de Merdeka                                |
| 25 septembre 1983 | Auckland, Nouvelle-Zélande | Nouvelle-Zélande - Japon | 3-1   | Éliminatoires des Jeux olympiques 1984            |
| 7 octobre 1983    | Tokyo, Japon               | Japon - Nouvelle-Zélande | 0-1   | Éliminatoires des Jeux olympiques 1984            |
| 18 juin 2003      | Saint-Denis, France        | Nouvelle-Zélande - Japon | 0-3   | Coupe des confédérations 2003 1er tour (Groupe A) |
| 5 mars 2014       | Tokyo, Japon               | Japon - Nouvelle-Zélande | 4-2   | Match amical                                      |

### Jordanie
| Date             | Lieu            | Match                       | Score | Compétition  |
| 9 septembre 2009 | Amman, Jordanie | Jordanie - Nouvelle-Zélande | 1-3   | Match amical |

## K

### Koweït
| Date             | Lieu                       | Match                     | Score | Compétition                             |
| 16 octobre 1980  | Kuala Lumpur, Malaisie     | Nouvelle-Zélande - Koweït | 5-1   | Tournoi de Merdeka                      |
| 10 octobre 1981  | Auckland, Nouvelle-Zélande | Nouvelle-Zélande - Koweït | 1-2   | Éliminatoires de la Coupe du monde 1982 |
| 14 décembre 1981 | Koweït, Koweït             | Koweït - Nouvelle-Zélande | 2-2   | Éliminatoires de la Coupe du monde 1982 |
| 19 avril 1984    | Singapour, Singapour       | Nouvelle-Zélande - Koweït | 0-2   | Éliminatoires des Jeux olympiques 1984  |

## L

### Liban
| Date           | Lieu            | Match                    | Score | Compétition  |
| 9 octobre 1996 | Beyrouth, Liban | Liban - Nouvelle-Zélande | 1-1   | Match amical |

## M

### Macao
| Date            | Lieu         | Match                    | Score | Compétition  |
| 5 novembre 1975 | Macao, Macao | Macao - Nouvelle-Zélande | 1-1   | Match amical |

### Malaisie
| Date             | Lieu                           | Match                       | Score | Compétition        |
| 16 novembre 1967 | Kuala Lumpur, Malaisie         | Malaisie - Nouvelle-Zélande | 2-8   | Match amical       |
| 30 octobre 1980  | Kuala Lumpur, Malaisie         | Malaisie - Nouvelle-Zélande | 2-0   | Tournoi de Merdeka |
| 4 septembre 1981 | Kuala Lumpur, Malaisie         | Malaisie - Nouvelle-Zélande | 0-1   | Tournoi de Merdeka |
| 30 mars 1984     | Wellington, Nouvelle-Zélande   | Nouvelle-Zélande - Malaisie | 2-0   | Match amical       |
| 3 avril 1984     | Christchurch, Nouvelle-Zélande | Nouvelle-Zélande - Malaisie | 6-1   | Match amical       |
| 8 avril 1984     | Auckland, Nouvelle-Zélande     | Nouvelle-Zélande - Malaisie | 0-0   | Match amical       |
| 1er juillet 1999 | Shah Alam, Malaisie            | Malaisie - Nouvelle-Zélande | 2-1   | Tournoi de Merdeka |
| 3 juillet 1999   | Kuala Lumpur, Malaisie         | Malaisie - Nouvelle-Zélande | 1-5   | Tournoi de Merdeka |
| 13 août 2000     | Kuala Lumpur, Malaisie         | Malaisie - Nouvelle-Zélande | 0-0   | Tournoi de Merdeka |
| 19 août 2000     | Kuala Lumpur, Malaisie         | Malaisie - Nouvelle-Zélande | 0-2   | Tournoi de Merdeka |
| 19 février 2006  | Christchurch, Nouvelle-Zélande | Nouvelle-Zélande - Malaisie | 1-0   | Match amical       |
| 23 février 2006  | Auckland, Nouvelle-Zélande     | Nouvelle-Zélande - Malaisie | 2-1   | Match amical       |

### Maroc
| Date            | Lieu                   | Match                    | Score | Compétition  |
| 14 octobre 1980 | Kuala Lumpur, Malaisie | Nouvelle-Zélande - Maroc | 0-3   | Match amical |

### Mexique
| Date             | Lieu                       | Match                      | Score | Compétition                              |
| 20 août 1980     | Auckland, Nouvelle-Zélande | Nouvelle-Zélande - Mexique | 4-0   | Match amical                             |
| 3 mars 2010      | Los Angeles, États-Unis    | Mexique - Nouvelle-Zélande | 2-0   | Match amical                             |
| 1er juin 2011    | Denver, États-Unis         | Mexique - Nouvelle-Zélande | 3-0   | Match amical                             |
| 13 novembre 2013 | Mexico, Mexique            | Mexique - Nouvelle-Zélande | 5-1   | Barrages Coupe du monde 2014             |
| 20 novembre 2013 | Wellington, Mexique        | Nouvelle-Zélande - Mexique | 2-4   | Barrages Coupe du monde 2014             |
| 8 octobre 2016   | Nashville, États-Unis      | Mexique - Nouvelle-Zélande | 2-1   | Match amical                             |
| 21 juin 2017     | Sotchi, Russie             | Mexique - Nouvelle-Zélande | 2-1   | Coupe des confédérations 2017 (Groupe A) |
| 7 septembre 2024 | Pasadena, États-Unis       | Mexique - Novelle-Zélande  | 3-0   | Match amical                             |

## N

### Norvège
| Date            | Lieu                | Match                      | Score | Compétition                |
| 22 janvier 1997 | Brisbane, Australie | Norvège - Nouvelle-Zélande | 3-0   | Tournoi des quatre nations |

### Nouvelle-Calédonie
| Date              | Lieu                                    | Match                                 | Score | Compétition                                                    |
| 15 septembre 1951 | Nouméa, Nouvelle-Calédonie              | Nouvelle-Calédonie - Nouvelle-Zélande | 2-0   | Match amical                                                   |
| 22 septembre 1951 | Nouméa, Nouvelle-Calédonie              | Nouvelle-Calédonie - Nouvelle-Zélande | 4-6   | Match amical                                                   |
| 24 septembre 1951 | Nouméa, Nouvelle-Calédonie              | Nouvelle-Calédonie - Nouvelle-Zélande | 2-0   | Match amical                                                   |
| 3 septembre 1951  | Nouméa, Nouvelle-Calédonie              | Nouvelle-Calédonie - Nouvelle-Zélande | 1-3   | Match amical                                                   |
| 31 août 1958      | Nouméa, Nouvelle-Calédonie              | Nouvelle-Calédonie - Nouvelle-Zélande | 1-2   | Match amical                                                   |
| 7 septembre 1958  | Nouméa, Nouvelle-Calédonie              | Nouvelle-Calédonie - Nouvelle-Zélande | 1-5   | Match amical                                                   |
| 14 septembre 1958 | Nouméa, Nouvelle-Calédonie              | Nouvelle-Calédonie - Nouvelle-Zélande | 1-2   | Match amical                                                   |
| 2 juin 1962       | Christchurch, Nouvelle-Zélande          | Nouvelle-Zélande - Nouvelle-Calédonie | 4-1   | Match amical                                                   |
| 4 juin 1962       | Wellington, Nouvelle-Zélande            | Nouvelle-Zélande - Nouvelle-Calédonie | 4-2   | Match amical                                                   |
| 8 novembre 1967   | Nouméa, Nouvelle-Calédonie              | Nouvelle-Calédonie - Nouvelle-Zélande | 4-0   | Match amical                                                   |
| 8 octobre 1968    | Auckland, Nouvelle-Zélande              | Nouvelle-Zélande - Nouvelle-Calédonie | 1-3   | Match amical                                                   |
| 25 juillet 1969   | Nouméa, Nouvelle-Calédonie              | Nouvelle-Calédonie - Nouvelle-Zélande | 0-0   | Match amical                                                   |
| 27 juillet 1969   | Nouméa, Nouvelle-Calédonie              | Nouvelle-Calédonie - Nouvelle-Zélande | 2-0   | Match amical                                                   |
| 29 juillet 1969   | Nouméa, Nouvelle-Calédonie              | Nouvelle-Calédonie - Nouvelle-Zélande | 3-2   | Match amical                                                   |
| 18 juillet 1971   | Nouméa, Nouvelle-Calédonie              | Nouvelle-Calédonie - Nouvelle-Zélande | 4-2   | Match amical                                                   |
| 20 juillet 1971   | Nouméa, Nouvelle-Calédonie              | Nouvelle-Calédonie - Nouvelle-Zélande | 2-1   | Match amical                                                   |
| 17 septembre 1972 | Wellington, Nouvelle-Zélande            | Nouvelle-Zélande - Nouvelle-Calédonie | 4-1   | Match amical                                                   |
| 30 septembre 1972 | Auckland, Nouvelle-Zélande              | Nouvelle-Zélande - Nouvelle-Calédonie | 2-1   | Match amical                                                   |
| 14 octobre 1972   | Nouméa, Nouvelle-Calédonie              | Nouvelle-Calédonie - Nouvelle-Zélande | 3-1   | Match amical                                                   |
| 21 février 1973   | Auckland, Nouvelle-Zélande              | Nouvelle-Zélande - Nouvelle-Calédonie | 2-1   | Coupe d'Océanie de football 1973                               |
| 2 octobre 1976    | Nouméa, Nouvelle-Calédonie              | Nouvelle-Calédonie - Nouvelle-Zélande | 2-1   | Match amical                                                   |
| 5 mars 1977       | Auckland, Nouvelle-Zélande              | Nouvelle-Zélande - Nouvelle-Calédonie | 3-0   | Match amical                                                   |
| 8 mars 1977       | Auckland, Nouvelle-Zélande              | Nouvelle-Zélande - Nouvelle-Calédonie | 4-0   | Match amical                                                   |
| 16 juillet 1979   | Nouméa, Nouvelle-Calédonie              | Nouvelle-Calédonie - Nouvelle-Zélande | 0-2   | Match amical                                                   |
| 6 septembre 2008  | Nouméa, Nouvelle-Calédonie              | Nouvelle-Calédonie - Nouvelle-Zélande | 1-3   | Éliminatoires de la Coupe du monde 2010                        |
| 10 septembre 2008 | Auckland, Nouvelle-Zélande              | Nouvelle-Zélande - Nouvelle-Calédonie | 3-0   | Éliminatoires de la Coupe du monde 2010                        |
| 8 juin 2012       | Honiara, Îles Salomon                   | Nouvelle-Zélande - Nouvelle-Calédonie | 0-2   | Coupe d'Océanie de football 2012                               |
| 7 septembre 2012  | Nouméa, Nouvelle-Calédonie              | Nouvelle-Calédonie - Nouvelle-Zélande | 0-2   | Éliminatoires de la coupe du monde 2014                        |
| 22 mars 2013      | Dunedin, Nouvelle-Zélande               | Nouvelle-Zélande - Nouvelle-Calédonie | 2-1   | Éliminatoires de la coupe du monde 2014                        |
| 8 juin 2016       | Port Moresby, Papouasie-Nouvelle-Guinée | Nouvelle-Zélande - Nouvelle-Calédonie | 1-0   | Éliminatoires de la coupe du monde 2018 - Coupe d'Océanie 2016 |
| 12 novembre 2016  | Auckland, Nouvelle-Zélande              | Nouvelle-Zélande - Nouvelle-Calédonie | 1-0   | Match amical                                                   |
| 15 novembre 2016  | Koné, Nouvelle-Calédonie                | Nouvelle-Calédonie - Nouvelle-Zélande | 0-0   | Match amical                                                   |

## O

### Oman
| Date              | Lieu                   | Match                   | Score | Compétition        |
| 29 septembre 1996 | Mascate, Oman          | Oman - Nouvelle-Zélande | 0-1   | Match amical       |
| 1er octobre 1996  | Mascate, Oman          | Oman - Nouvelle-Zélande | 1-2   | Match amical       |
| 22 juin 1999      | Mascate, Oman          | Oman - Nouvelle-Zélande | 1-0   | Match amical       |
| 24 juin 1999      | Mascate, Oman          | Oman - Nouvelle-Zélande | 2-2   | Match amical       |
| 17 août 2000      | Kuala Lumpur, Malaisie | Oman - Nouvelle-Zélande | 0-1   | Tournoi de Merdeka |
| 12 novembre 2015  | Mascate, Oman          | Oman - Nouvelle-Zélande | 0-1   | Match amical       |

### Ouzbékistan
| Date             | Lieu                  | Match                          | Score | Compétition  |
| 8 septembre 2014 | Tachkent, Ouzbékistan | Ouzbékistan - Nouvelle-Zélande | 3-1   | Match amical |

## P

### Papouasie-Nouvelle-Guinée
| Date           | Lieu                                    | Match                                        | Score | Compétition                                                    |
| 31 mai 1997    | Port Moresby, Papouasie-Nouvelle-Guinée | Papouasie-Nouvelle Guinée - Nouvelle-Zélande | 1-0   | Éliminatoires de la Coupe du monde 1998                        |
| 11 juin 1997   | Auckland, Nouvelle-Zélande              | Nouvelle-Zélande - Papouasie-Nouvelle Guinée | 7-0   | Éliminatoires de la Coupe du monde 1998                        |
| 7 juillet 2002 | Auckland, Nouvelle-Zélande              | Nouvelle-Zélande - Papouasie-Nouvelle Guinée | 9-1   | Coupe d'Océanie de football 2002                               |
| 4 juin 2012    | Honiara, Îles Salomon                   | Papouasie-Nouvelle Guinée - Nouvelle-Zélande | 1-2   | Éliminatoires de la coupe du monde 2014                        |
| 11 juin 2016   | Port Moresby, Papouasie-Nouvelle-Guinée | Nouvelle-Zélande - Papouasie-Nouvelle Guinée | 0-0   | Éliminatoires de la coupe du monde 2018 - Coupe d'Océanie 2016 |

### Paraguay
| Date            | Lieu                         | Match                       | Score | Compétition               |
| 24 juin 2010    | Polokwane, Afrique du Sud    | Paraguay - Nouvelle-Zélande | 0-0   | Coupe du monde (groupe f) |
| 12 octobre 2010 | Wellington, Nouvelle-Zélande | Nouvelle-Zélande - Paraguay | 0-2   | Match amical              |

### Pays de Galles
| Date        | Lieu                    | Match                             | Score | Compétition  |
| 26 mai 2007 | Wrexham, Pays de Galles | Pays de Galles - Nouvelle-Zélande | 2-2   | Match amical |

### Pérou
| Date             | Lieu                         | Match                    | Score | Compétition                                               |
| 11 novembre 2017 | Wellington, Nouvelle-Zélande | Nouvelle-Zélande - Pérou | 0 - 0 | Barrage intercontinental aller de la Coupe du monde 2018  |
| 15 novembre 2017 | Lima, Pérou                  | Pérou - Nouvelle-Zélande | 2-0   | Barrage intercontinental retour de la Coupe du monde 2018 |

### Pologne
| Date            | Lieu                             | Match                      | Score                     | Compétition                |
| 19 juin 1999    | Bangkok, Thaïlande               | Pologne - Nouvelle-Zélande | 0-0 (5-4 aux tirs au but) | Tournoi des quatre nations |
| 16 octobre 2002 | Ostrowiec Świętokrzyski, Pologne | Pologne - Nouvelle-Zélande | 2-0                       | Match amical               |

### Portugal
| Date         | Lieu                      | Match                       | Score | Compétition                              |
| 24 juin 2017 | Saint-Pétersbourg, Russie | Nouvelle-Zélande - Portugal | 0-4   | Coupe des confédérations 2017 (Groupe A) |

## Q

### Qatar
| Date           | Lieu        | Match                    | Score | Compétition  |
| 5 octobre 1996 | Doha, Qatar | Qatar - Nouvelle-Zélande | 3-2   | Match amical |

## R

### Russie
| Date         | Lieu                      | Match                    | Score | Compétition                              |
| 17 juin 2017 | Saint-Pétersbourg, Russie | Russie- Nouvelle-Zélande | 2-0   | Coupe des confédérations 2017 (Groupe A) |

## S

### Îles Salomon
| Date              | Lieu                                    | Match                           | Score | Compétition                                                    |
| 29 février 1980   | Nouméa, Nouvelle-Calédonie              | Nouvelle-Zélande - Îles Salomon | 6-1   | Coupe d'Océanie de football 1980                               |
| 26 juin 2000      | Papeete, Polynésie française            | Nouvelle-Zélande - Îles Salomon | 2-0   | Coupe d'Océanie de football 2000                               |
| 11 juin 2001      | Auckland, Nouvelle-Zélande              | Nouvelle-Zélande - Îles Salomon | 5-1   | Éliminatoires de la Coupe du monde 2002                        |
| 9 juillet 2002    | Auckland, Nouvelle-Zélande              | Nouvelle-Zélande - Îles Salomon | 6-1   | Coupe d'Océanie de football 2002                               |
| 31 mai 2004       | Adélaïde, Australie                     | Îles Salomon - Nouvelle-Zélande | 0-3   | Éliminatoires de la Coupe du monde 2006                        |
| 6 juin 2012       | Honiara, Îles Salomon                   | Nouvelle-Zélande - Îles Salomon | 1-1   | Éliminatoires de la coupe du monde 2014                        |
| 10 juin 2012      | Honiara, Îles Salomon                   | Îles Salomon - Nouvelle-Zélande | 3-4   | Coupe d'Océanie de football 2012                               |
| 11 septembre 2012 | Auckland, Nouvelle-Zélande              | Nouvelle-Zélande - Îles Salomon | 6-1   | Éliminatoires de la coupe du monde 2014                        |
| 26 mars 2013      | Honiara, Îles Salomon                   | Îles Salomon - Nouvelle-Zélande | 0-2   | Éliminatoires de la Coupe du monde 2014                        |
| 4 juin 2016       | Port Moresby, Papouasie-Nouvelle-Guinée | Nouvelle-Zélande - Îles Salomon | 1-0   | Éliminatoires de la Coupe du monde 2018 - Coupe d'Océanie 2016 |

### Salvador
| Date        | Lieu                | Match                       | Score | Compétition  |
| 23 mai 2012 | Houston, États-Unis | Salvador - Nouvelle-Zélande | 2-2   | Match amical |

### Samoa
| Date             | Lieu                       | Match                    | Score | Compétition                            |
| 7 octobre 1987   | Apia, Samoa                | Samoa - Nouvelle-Zélande | 0-7   | Éliminatoires des Jeux olympiques 1988 |
| 13 novembre 1987 | Auckland, Nouvelle-Zélande | Nouvelle-Zélande - Samoa | 12-0  | Éliminatoires des Jeux olympiques 1988 |

### Serbie
| Date        | Lieu                 | Match                     | Score | Compétition  |
| 29 mai 2010 | Klagenfurt, Autriche | Serbie - Nouvelle-Zélande | 0-1   | Match amical |

### Singapour
| Date              | Lieu                              | Match                        | Score | Compétition                  |
| 8 novembre 1967   | Saigon, Sud-Vietnam               | Singapour - Nouvelle-Zélande | 1-3   | Tournoi de la fête nationale |
| 16 septembre 1969 | Singapour, Singapour              | Singapour - Nouvelle-Zélande | 0-2   | Match amical                 |
| 9 novembre 1975   | Singapour, Singapour              | Singapour - Nouvelle-Zélande | 2-2   | Match amical                 |
| 1er octobre 1978  | Singapour, Singapour              | Singapour - Nouvelle-Zélande | 0-2   | match amical                 |
| 21 février 1995   | Mount Maunganui, Nouvelle-Zélande | Nouvelle-Zélande - Singapour | 3-0   | Match amical                 |
| 29 juin 1999      | Singapour, Singapour              | Singapour - Nouvelle-Zélande | 0-1   | match amical                 |
| 22 mai 2001       | Singapour, Singapour              | Singapour - Nouvelle-Zélande | 3-0   | Match amical                 |

### Slovaquie
| Date         | Lieu                       | Match                        | Score | Compétition                    |
| 15 juin 2010 | Rustenburg, Afrique du Sud | Nouvelle-Zélande - Slovaquie | 1-1   | Coupe du monde 2010 (Groupe F) |

### Slovénie
| Date        | Lieu              | Match                       | Score | Compétition  |
| 29 mai 2010 | Maribor, Slovénie | Slovénie - Nouvelle-Zélande | 3-1   | Match amical |

### Soudan
| Date        | Lieu                | Match                     | Score | Compétition             |
| 9 juin 1983 | Daegu, Corée du Sud | Soudan - Nouvelle-Zélande | 1-1   | Coupe du Président 1983 |

### Sud-Vietnam
| Date             | Lieu                | Match                          | Score | Compétition                  |
| 10 novembre 1967 | Saigon, Sud-Vietnam | Sud-Vietnam - Nouvelle-Zélande | 5-1   | Tournoi de la fête nationale |

## T

### Tahiti
| Date              | Lieu                         | Match                     | Score | Compétition                             |
| 21 septembre 1952 | Papeete, Polynésie française | Tahiti - Nouvelle-Zélande | 2-2   | Match amical                            |
| 28 septembre 1952 | Papeete, Polynésie française | Tahiti - Nouvelle-Zélande | 3-5   | Match amical                            |
| 5 septembre 1960  | Papeete, Polynésie française | Tahiti - Nouvelle-Zélande | 1-5   | Match amical                            |
| 7 septembre 1960  | Papeete, Polynésie française | Tahiti - Nouvelle-Zélande | 1-2   | Match amical                            |
| 18 février 1973   | Auckland, Nouvelle-Zélande   | Nouvelle-Zélande - Tahiti | 1-1   | Coupe d'Océanie de football 1973        |
| 24 février 1973   | Auckland, Nouvelle-Zélande   | Nouvelle-Zélande - Tahiti | 2-0   | Coupe d'Océanie de football 1973        |
| 25 février 1980   | Nouméa, Nouvelle-Calédonie   | Tahiti - Nouvelle-Zélande | 3-1   | Coupe d'Océanie de football 1980        |
| 9 juin 1995       | Papeete, Polynésie française | Tahiti - Nouvelle-Zélande | 2-1   | Match amical                            |
| 25 septembre 1998 | Brisbane, Australie          | Nouvelle-Zélande - Tahiti | 1-0   | Coupe d'Océanie de football 1998        |
| 20 juin 2000      | Papeete, Polynésie française | Tahiti - Nouvelle-Zélande | 0-2   | Coupe d'Océanie de football 2000        |
| 6 juin 2001       | Auckland, Nouvelle-Zélande   | Nouvelle-Zélande - Tahiti | 5-0   | Éliminatoires de la Coupe du monde 2002 |
| 5 juillet 2002    | Auckland, Nouvelle-Zélande   | Nouvelle-Zélande - Tahiti | 4-0   | Coupe d'Océanie de football 2002        |
| 4 juin 2004       | Adélaïde, Australie          | Nouvelle-Zélande - Tahiti | 10-0  | Éliminatoires de la Coupe du monde 2006 |
| 12 octobre 2012   | Papeete, Polynésie française | Tahiti - Nouvelle-Zélande | 0-2   | Éliminatoires de la coupe du monde 2014 |
| 16 octobre 2012   | Auckland, Nouvelle-Zélande   | Nouvelle-Zélande - Tahiti | 3-0   | Éliminatoires de la coupe du monde 2014 |

### Taïwan
| Date             | Lieu                           | Match                     | Score | Compétition                             |
| 19 mars 1977     | Auckland, Nouvelle-Zélande     | Nouvelle-Zélande - Taïwan | 6-0   | Éliminatoires Coupe du monde 1978       |
| 23 mars 1977     | Auckland, Nouvelle-Zélande     | Nouvelle-Zélande - Taïwan | 6-0   | Éliminatoires Coupe du monde 1978       |
| 7 mai 1981       | Taipei, Taïwan                 | Taïwan - Nouvelle-Zélande | 0-0   | Éliminatoires de la Coupe du monde 1982 |
| 30 mai 1981      | Auckland, Nouvelle-Zélande     | Nouvelle-Zélande - Taïwan | 2-0   | Éliminatoires de la Coupe du monde 1982 |
| 1er octobre 1983 | Auckland, Nouvelle-Zélande     | Nouvelle-Zélande - Taïwan | 2-0   | Éliminatoires des Jeux olympiques 1984  |
| 12 octobre 1983  | Taipei, Taïwan                 | Taïwan - Nouvelle-Zélande | 1-1   | Éliminatoires des Jeux olympiques 1984  |
| 5 octobre 1985   | Auckland, Nouvelle-Zélande     | Nouvelle-Zélande - Taïwan | 5-1   | Éliminatoires de la Coupe du monde 1986 |
| 12 octobre 1985  | Christchurch, Nouvelle-Zélande | Nouvelle-Zélande - Taïwan | 5-0   | Éliminatoires de la Coupe du monde 1986 |
| 6 mars 1988      | Melbourne, Australie           | Nouvelle-Zélande - Taïwan | 1-0   | Éliminatoires des Jeux olympiques 1988  |
| 20 mars 1988     | Christchurch, Nouvelle-Zélande | Nouvelle-Zélande - Taïwan | 2-0   | Éliminatoires des Jeux olympiques 1988  |
| 11 décembre 1988 | Wellington, Nouvelle-Zélande   | Nouvelle-Zélande - Taïwan | 4-0   | Éliminatoires de la Coupe du monde 1990 |
| 15 décembre 1988 | Wellington, Nouvelle-Zélande   | Nouvelle-Zélande - Taïwan | 4-1   | Éliminatoires de la Coupe du monde 1990 |

### Tanzanie
| Date        | Lieu                   | Match                       | Score | Compétition  |
| 3 juin 2009 | Dar es Salam, Tanzanie | Tanzanie - Nouvelle-Zélande | 3-1   | Match amical |

### Thaïlande
| Date              | Lieu                   | Match                        | Score                     | Compétition                |
| 18 septembre 1976 | Séoul, Corée du Sud    | Nouvelle-Zélande - Thaïlande | 3-1                       | Coupe du Président 1976    |
| 28 octobre 1980   | Kuala Lumpur, Malaisie | Nouvelle-Zélande - Thaïlande | 1-1                       | Tournoi de Merdeka         |
| 16 juin 1999      | Bangkok, Thaïlande     | Thaïlande - Nouvelle-Zélande | 2-2 (3-4 aux tirs au but) | Tournoi des quatre nations |
| 28 mars 2009      | Bangkok, Thaïlande     | Thaïlande - Nouvelle-Zélande | 3-1                       | Match amical               |
| 18 novembre 2014  | Bangkok, Thaïlande     | Thaïlande - Nouvelle-Zélande | 2-0                       | Match amical               |

### Trinité-et-Tobago
| Date            | Lieu                             | Match                                | Score | Compétition  |
| 15 octobre 2013 | Port of Spain, Trinité-et-Tobago | Trinité-et-Tobago - Nouvelle-Zélande | 0-0   | Match amical |

### Turquie
| Date        | Lieu            | Match                      | Score | Compétition                |
| 9 juin 1995 | Coquimbo, Chili | Turquie - Nouvelle-Zélande | 1-2   | Tournoi des quatre nations |

## U

### URSS
| Date         | Lieu            | Match                   | Score | Compétition                    |
| 19 juin 1982 | Malaga, Espagne | URSS - Nouvelle-Zélande | 3-0   | Coupe du monde 1982 (Groupe 6) |

### Uruguay
| Date         | Lieu              | Match                      | Score | Compétition  |
| 25 juin 1995 | Paysandú, Uruguay | Uruguay - Nouvelle-Zélande | 7-0   | Match amical |
| 28 juin 1995 | Rivera, Uruguay   | Uruguay - Nouvelle-Zélande | 2-2   | Match amical |

## V

### Vanuatu
| Date              | Lieu                                    | Match                                 | Score | Compétition                                                    |
| 4 octobre 1951    | Nouméa, Nouvelle-Calédonie              | Nouvelle-Zélande - Nouvelles-Hébrides | 9-0   | Match amical                                                   |
| 23 février 1973   | Auckland, Nouvelle-Zélande              | Nouvelle-Zélande - Nouvelles-Hébrides | 3-1   | Coupe d'Océanie 1973                                           |
| 27 juin 1992      | Port Vila, Vanuatu                      | Vanuatu - Nouvelle-Zélande            | 1-4   | Éliminatoires de la Coupe du monde 1994                        |
| 1er juillet 1992  | Auckland, Nouvelle-Zélande              | Nouvelle-Zélande - Vanuatu            | 8-0   | Éliminatoires de la Coupe du monde 1994                        |
| 28 septembre 1998 | Brisbane, Australie                     | Nouvelle-Zélande - Vanuatu            | 8-1   | Coupe d'Océanie 1998                                           |
| 21 juin 2000      | Papeete, Polynésie française            | Nouvelle-Zélande - Vanuatu            | 3-1   | Coupe d'Océanie 2000                                           |
| 13 juin 2001      | Auckland, Nouvelle-Zélande              | Nouvelle-Zélande - Vanuatu            | 7-0   | Éliminatoires de la Coupe du monde 2002                        |
| 12 juillet 2002   | Auckland, Nouvelle-Zélande              | Nouvelle-Zélande - Vanuatu            | 3-0   | Coupe d'Océanie 2002                                           |
| 2 juin 2004       | Adélaïde, Australie                     | Nouvelle-Zélande - Vanuatu            | 2-4   | Éliminatoires de la Coupe du monde 2006                        |
| 17 novembre 2007  | Port Vila, Vanuatu                      | Vanuatu - Nouvelle-Zélande            | 1-2   | Éliminatoires de la Coupe du monde 2010                        |
| 21 novembre 2007  | Wellington, Nouvelle-Zélande            | Nouvelle-Zélande - Vanuatu            | 4-1   | Éliminatoires de la Coupe du monde 2010                        |
| 31 mai 2016       | Port Moresby, Papouasie-Nouvelle-Guinée | Nouvelle-Zélande - Vanuatu            | 5-0   | Éliminatoires de la coupe du monde 2018 - Coupe d'Océanie 2016 |

### Venezuela
| Date         | Lieu                 | Match                        | Score | Compétition  |
| 28 mars 2007 | Maracaibo, Venezuela | Venezuela - Nouvelle-Zélande | 5-0   | Match amical |

## Résultats par adversaire
Données au 12 novembre 2015 après la rencontre face à Oman.
| Équipe                    | Premier match | Matchs joués | Victoire | Nul | Défaite | Buts pour | Buts contre | Différence |
| ------------------------- | ------------- | ------------ | -------- | --- | ------- | --------- | ----------- | ---------- |
| Australie                 | 1922          | 64           | 13       | 11  | 40      | 70        | 155         | –85        |
| Bahreïn                   | 1979          | 5            | 3        | 1   | 1       | 5         | 2           | +3         |
| Botswana                  | 2009          | 1            | 0        | 1   | 0       | 0         | 0           | 0          |
| Brésil                    | 1982          | 3            | 0        | 0   | 3       | 0         | 10          | –10        |
| Birmanie                  | 1976          | 3            | 1        | 2   | 0       | 4         | 2           | +2         |
| Canada                    | 1927          | 6            | 1        | 1   | 4       | 5         | 15          | –10        |
| Chili                     | 1995          | 4            | 0        | 1   | 3       | 2         | 8           | –6         |
| Chine                     | 1975          | 14           | 6        | 5   | 3       | 16        | 13          | +3         |
| Taipei chinois            | 1977          | 12           | 10       | 2   | 0       | 38        | 3           | +35        |
| Colombie                  | 2003          | 1            | 0        | 0   | 1       | 1         | 3           | –2         |
| Îles Cook                 | 2001          | 1            | 1        | 0   | 0       | 2         | 0           | +2         |
| Costa Rica                | 2007          | 1            | 0        | 0   | 1       | 0         | 4           | –4         |
| Égypte                    | 1999          | 2            | 0        | 1   | 1       | 1         | 2           | –1         |
| Salvador                  | 2012          | 1            | 0        | 1   | 0       | 2         | 2           | 0          |
| Angleterre                | 1991          | 2            | 0        | 0   | 2       | 0         | 3           | –3         |
| Estonie                   | 2002          | 2            | 0        | 1   | 1       | 3         | 4           | –1         |
| Fidji                     | 1951          | 36           | 28       | 3   | 5       | 106       | 25          | +81        |
| France                    | 2003          | 1            | 0        | 0   | 1       | 0         | 5           | –5         |
| Géorgie                   | 2006          | 1            | 1        | 0   | 0       | 3         | 1           | +2         |
| Allemagne                 | 1999          | 1            | 0        | 0   | 1       | 0         | 2           | –2         |
| Ghana                     | 1983          | 1            | 1        | 0   | 0       | 2         | 0           | +2         |
| Honduras                  | 2010          | 2            | 1        | 1   | 0       | 2         | 1           | +1         |
| Hongrie                   | 1982          | 3            | 0        | 0   | 3       | 2         | 6           | –4         |
| Inde                      | 1981          | 1            | 0        | 1   | 0       | 0         | 0           | 0          |
| Indonésie                 | 1972          | 8            | 2        | 4   | 2       | 9         | 8           | +1         |
| Iran                      | 1973          | 2            | 0        | 1   | 1       | 0         | 3           | –3         |
| Irak                      | 1973          | 3            | 0        | 1   | 2       | 0         | 6           | –6         |
| Israël                    | 1969          | 8            | 1        | 1   | 6       | 5         | 16          | +11        |
| Italie                    | 2009          | 2            | 0        | 1   | 1       | 4         | 5           | –1         |
| Jamaïque                  | 2000          | 2            | 0        | 0   | 2       | 3         | 5           | –2         |
| Japon                     | 1981          | 5            | 3        | 0   | 2       | 7         | 8           | -1         |
| Jordanie                  | 2009          | 1            | 1        | 0   | 0       | 3         | 1           | +2         |
| Koweït                    | 1980          | 4            | 1        | 1   | 2       | 8         | 7           | +1         |
| Liban                     | 1996          | 1            | 0        | 1   | 0       | 1         | 1           | 0          |
| Macao                     | 1975          | 1            | 0        | 1   | 0       | 1         | 1           | 0          |
| Malaisie                  | 1967          | 12           | 8        | 2   | 2       | 28        | 9           | +19        |
| Mexique                   | 1980          | 5            | 1        | 0   | 5       | 8         | 16          | –8         |
| Maroc                     | 1980          | 1            | 0        | 0   | 1       | 0         | 3           | –3         |
| Nouvelle-Calédonie        | 1951          | 32           | 19       | 2   | 11      | 64        | 45          | +19        |
| Norvège                   | 1997          | 1            | 0        | 0   | 1       | 0         | 3           | –3         |
| Oman                      | 1996          | 6            | 4        | 1   | 1       | 7         | 4           | +3         |
| Papouasie-Nouvelle-Guinée | 1997          | 5            | 3        | 1   | 1       | 18        | 3           | +15        |
| Paraguay                  | 1995          | 3            | 0        | 1   | 2       | 2         | 5           | –3         |
| Pologne                   | 1999          | 2            | 0        | 1   | 1       | 0         | 2           | –2         |
| Qatar                     | 1996          | 1            | 0        | 0   | 1       | 2         | 3           | –1         |
| Samoa                     | 1987          | 2            | 2        | 0   | 0       | 19        | 0           | +19        |
| Arabie saoudite           | 1981          | 9            | 4        | 1   | 4       | 15        | 14          | +1         |
| Écosse                    | 1982          | 2            | 0        | 1   | 1       | 3         | 6           | –3         |
| Serbie                    | 2010          | 1            | 1        | 0   | 0       | 1         | 0           | +1         |
| Singapour                 | 1967          | 7            | 5        | 1   | 1       | 13        | 6           | +7         |
| Slovaquie                 | 2010          | 1            | 0        | 1   | 0       | 1         | 1           | 0          |
| Slovénie                  | 2010          | 1            | 0        | 0   | 1       | 1         | 3           | –2         |
| Îles Salomon              | 1980          | 10           | 9        | 1   | 0       | 36        | 8           | +28        |
| Ouzbékistan               | 2014          | 1            | 0        | 0   | 1       | 1         | 3           | -2         |
| Afrique du Sud            | 1947          | 6            | 0        | 1   | 5       | 9         | 26          | –17        |
| Corée du Sud              | 1976          | 8            | 1        | 1   | 6       | 3         | 11          | –8         |
| Sud-Vietnam               | 1967          | 1            | 0        | 0   | 1       | 1         | 5           | –4         |
| Union soviétique          | 1982          | 1            | 0        | 0   | 1       | 0         | 3           | –3         |
| Espagne                   | 2009          | 1            | 0        | 0   | 1       | 0         | 5           | –5         |
| Soudan                    | 1983          | 1            | 0        | 1   | 0       | 1         | 1           | 0          |
| Tahiti                    | 1952          | 17           | 12       | 2   | 3       | 48        | 15          | +33        |
| Tanzanie                  | 2009          | 1            | 0        | 0   | 1       | 1         | 2           | –1         |
| Thaïlande                 | 1976          | 4            | 1        | 2   | 1       | 7         | 7           | 0          |
| Trinité-et-Tobago         | 2013          | 1            | 0        | 1   | 0       | 0         | 0           | 0          |
| Turquie                   | 1995          | 1            | 0        | 0   | 1       | 1         | 2           | –1         |
| Émirats arabes unis       | 1981          | 2            | 0        | 0   | 2       | 0         | 3           | –3         |
| États-Unis                | 1999          | 3            | 0        | 1   | 2       | 3         | 5           | –2         |
| Uruguay                   | 1995          | 2            | 0        | 1   | 1       | 2         | 9           | –7         |
| Vanuatu                   | 1951          | 12           | 11       | 0   | 1       | 58        | 10          | +48        |
| Venezuela                 | 2007          | 1            | 0        | 0   | 1       | 0         | 5           | –5         |
| Pays de Galles            | 2007          | 1            | 0        | 1   | 0       | 2         | 2           | 0          |

## Source
- Phil Clayton, « New Zealand International Matches 1904-2006 », RSSSF.com (consulté en 16).